# العلاقات البولندية الشمال مقدونية
العلاقات البولندية الشمال مقدونية هي العلاقات الثنائية التي تجمع بين بولندا وشمال مقدونيا.

## مقارنة بين البلدين
هذه مقارنة عامة ومرجعية للدولتين:
| وجه المقارنة                                              | بولندا                                                                             | شمال مقدونيا                                               |
| --------------------------------------------------------- | ---------------------------------------------------------------------------------- | ---------------------------------------------------------- |
| المساحة (كم2)                                             | 312.68 ألف                                                                         | 25.71 ألف                                                  |
| عدد السكان (نسمة)                                         | 38.43 مليون                                                                        | 2.08 مليون                                                 |
| الكثافة السكانية (ن./كم²)                                 | 122.91                                                                             | 80.9                                                       |
| العاصمة                                                   | وارسو                                                                              | إسكوبية                                                    |
| اللغة الرسمية                                             | اللغة البولندية                                                                    | اللغة المقدونية، اللغة الألبانية                           |
| العملة                                                    | زلوتي بولندي                                                                       | دينار مقدوني                                               |
| الناتج المحلي الإجمالي (بليون دولار)                      | 524.51 مليار                                                                       | 11.34 مليار                                                |
| الناتج المحلي الإجمالي (تعادل القوة الشرائية) بليون دولار | 1.02 تريليون                                                                       | 29.26 مليار                                                |
| الناتج المحلي الإجمالي الاسمي للفرد دولار أمريكي          | 12.55 ألف                                                                          | 4.85 ألف                                                   |
| الناتج المحلي الإجمالي للفرد دولار أمريكي                 | 26.14 ألف                                                                          | 16.25 ألف                                                  |
| مؤشر التنمية البشرية                                      | 0.843                                                                              | 0.747                                                      |
| رمز المكالمات الدولي                                      | +48                                                                                | +389                                                       |
| رمز الإنترنت                                              | .pl                                                                                | .mk                                                        |
| المنطقة الزمنية                                           | توقيت وسط أوروبا، ت ع م+01:00، ت ع م+02:00، أوروبا/وارسو ‏، توقيت وسط أوروبا الصيفي | توقيت وسط أوروبا، ت ع م+01:00، ت ع م+02:00، أوروبا/سكوبيه ‏ |

## مدن متوأمة
في ما يلي قائمة باتفاقيات التوأمة بين مدن بولندية وشمال مقدونية:
- ترتبط فروتسواف مع إسكوبية باتفاقية توأمة منذ 1990.[15][16][15][16]
- ترتبط Żyrardów [الإنجليزية]‏ مع ديلتشيفو باتفاقية توأمة.
- ترتبط رادوم مع بريليب باتفاقية توأمة منذ 26 سبتمبر 1992.

## منظمات دولية مشتركة
يشترك البلدان في عضوية مجموعة من المنظمات الدولية، منها:
| علم المنظمة | اسم المنظمة                             | تاريخ انضمام بولندا | تاريخ انضمام شمال مقدونيا |
| ----------- | --------------------------------------- | ------------------- | ------------------------- |
|             | مؤسسة التنمية الدولية                   | 28 أكتوبر 1960      | 25 فبراير 1993            |
|             | يونسكو                                  | 6 نوفمبر 1946       | 28 يونيو 1993             |
|             | وكالة ضمان الاستثمار متعدد الأطراف      | 29 يونيو 1990       | 19 مارس 1993              |
|             | مجلس أوروبا                             | 26 نوفمبر 1991      | ?                         |
|             | الأمم المتحدة                           | 24 أكتوبر 1945      | 8 أبريل 1993              |
|             | الاتحاد البريدي العالمي                 | 1 مايو 1919         | ?                         |
|             | البنك الدولي للإنشاء والتعمير           | 27 يونيو 1986       | 25 فبراير 1993            |
|             | الاتحاد الدولي للاتصالات                | 1921                | 4 مايو 1993               |
|             | منظمة حظر الأسلحة الكيميائية            | ?                   | ?                         |
|             | مؤسسة التمويل الدولية                   | 29 ديسمبر 1987      | 25 فبراير 1993            |
|             | المنظمة الأوروبية لسلامة الملاحة الجوية | 2004                | 1998                      |
|             | منظمة التجارة العالمية                  | 1 يوليو 1995        | ?                         |
|             | منظمة الشرطة الجنائية الدولية           | ?                   | ?                         |
|             | منظمة الأمن والتعاون في أوروبا          | 25 يونيو 1973       | 12 أكتوبر 1995            |

## وصلات خارجية
- موقع وزارة الخارجية البولندية